# Thomas Pidcock
Thomas „Tom” Pidcock (ur. 30 lipca 1999 w Leeds) – brytyjski kolarz szosowy, przełajowy i górski, dwukrotny mistrz olimpijski w kolarstwie górskim (2020, 2024) i wielokrotny medalista mistrzostw świata.

## Osiągnięcia

### Kolarstwo szosowe
Opracowano na podstawie:

2016
- 1. miejsce w La Philippe Gilbert juniors

2017
- 1. miejsce w Paryż-Roubaix juniorów
- 2. miejsce w mistrzostwach Wielkiej Brytanii juniorów (start wspólny)
- 2. miejsce w Aubel-Thimister-La Gleize
  - 1. miejsce na etapie 2a (jazda drużynowa na czas)
- 1. miejsce w mistrzostwach Wielkiej Brytanii (kryterium uliczne)
- 1. miejsce w Grand Prix Rüebliland
  - 1. miejsce w klasyfikacji punktowej
  - 1. miejsce na 3. etapie
- 1. miejsce w mistrzostwach świata juniorów (jazda indywidualna na czas)

2018
- 3. miejsce w mistrzostwach Wielkiej Brytanii U23 (jazda indywidualna na czas)
- 2. miejsce w mistrzostwach Wielkiej Brytanii (kryterium uliczne)

2019
- 3. miejsce w Le Triptyque des Monts et Châteaux
  - 1. miejsce w klasyfikacji punktowej
  - 1. miejsce na etapie 2b
- 1. miejsce w Paryż-Roubaix U23
- 1. miejsce w Tour Alsace
  - 1. miejsce w klasyfikacji młodzieżowej
  - 1. miejsce na 2. etapie
- 3. miejsce w mistrzostwach świata U23 (start wspólny)

2020
- 1. miejsce w Giro Ciclistico d’Italia
  - 1. miejsce w klasyfikacji górskiej
  - 1. miejsce na 4., 7 i 8. etapie

2021
- 3. miejsce w Kuurne-Bruksela-Kuurne
- 1. miejsce w Brabantse Pijl
- 2. miejsce w Amstel Gold Race

2022
- 3. miejsce w Dwars door Vlaanderen
- 1. miejsce na 12. etapie Tour de France
- 2. miejsce w Tour of Britain
  - 1. miejsce w klasyfikacji punktowej
  - 1. miejsce w klasyfikacji krajowej

2023
- 1. miejsce na 4. etapie Volta ao Algarve
- 1. miejsce w Strade Bianche
- 3. miejsce w Amstel Gold Race
- 2. miejsce w Liège-Bastogne-Liège

2024
- 1. miejsce w Amstel Gold Race

### Kolarstwo przełajowe
Opracowano na podstawie:

2016
- 1. miejsce w mistrzostwach Europy juniorów

2017
- 3. miejsce w klasyfikacji generalnej Pucharu Świata juniorów
- 1. miejsce w mistrzostwach świata juniorów
- 2. miejsce w mistrzostwach Europy U23

2018
- 1. miejsce w klasyfikacji generalnej Pucharu Świata U23
- 1. miejsce w mistrzostwach Europy U23

2019
- 1. miejsce w klasyfikacji generalnej Pucharu Świata U23
- 1. miejsce w mistrzostwach świata U23

2020
- 2. miejsce w mistrzostwach świata

2022
- 1. miejsce w mistrzostwach świata

### Kolarstwo górskie
Opracowano na podstawie:
2020
- 1. miejsce w mistrzostwach świata (E-MTB cross-country)
- 1. miejsce w mistrzostwach świata U23 (cross-country)

2021
- 1. miejsce w igrzyskach olimpijskich (cross-country)

2022
- 1. miejsce w mistrzostwach Europy (cross-country)

2024
- 1. miejsce w igrzyskach olimpijskich (cross-country)

## Starty w Wielkich Tourach
| Grand Tour | 2021 | 2022 | 2023 | 2024 |
| ---------- | ---- | ---- | ---- | ---- |
| Giro       | -    | -    | -    | -    |
| Tour       | -    | 16.  | 13.  | DNF  |
| Vuelta     | 67.  | -    | -    | -    |

## Rankingi

### Kolarstwo szosowe
| Rok             | 2018  | 2019 | 2020 | 2021 | 2022 | 2023 | 2024 |
| --------------- | ----- | ---- | ---- | ---- | ---- | ---- | ---- |
| World Ranking   | 1110. | 314. | 495. | 33.  | 76.  | 28.  | 30.  |
| UCI Europe Tour | 697.  | 259. | 406. | 29.  | 64.  | 24.  | 24.  |
|                 |       |      |      |      |      |      |      |
| Źródło: UCI     |       |      |      |      |      |      |      |